# The Lucky One (canción de Laura Branigan)
«The Lucky One», también conocida como «The Lucky One (Like a Wild Bird of Prey)», es una canción de la cantante estadounidense Laura Branigan perteneciente a su tercer álbum de estudio, Self Control (1984). Se publicó el 2 de julio de 1984 como segundo sencillo del álbum. La canción alcanzó el número 20 en la lista Billboard Hot 100, convirtiéndose en el quinto top-20 de Branigan.
La interpretación de Branigan de «The Lucky One» ganó el premio Grand Prix en el Festival de Música de Tokio celebrado el 1 de abril de 1984; el premio era de tres millones de yenes (13.400 dólares).
La canción se utilizó como tema de la película para televisión de 1983 An Uncommon Love. En 2000, el cantante irlandés de origen australiano Johnny Logan lanzó una versión como tercer y último sencillo de su álbum Love Is All (1999).

## Vídeo musical
El vídeo musical de «The Lucky One» fue dirigido por Michael Heldman y rodado en Montecito, California, y muestra a Branigan en el papel de una empleada de gasolinera que sueña que la llevan a una lujosa mansión rural, donde recibe instrucciones sobre cómo mostrar un porte pulcro.

## Lista de canciones
| 7" single |                 |          |  |
| N.º       | Título          | Duración |  |
| 1.        | «The Lucky One» | 4:10     |  |
| 2.        | «Breaking Out»  | 3:50     |  |

| 7" single (Japan) |                   |          |  |
| N.º               | Título            | Duración |  |
| 1.                | «The Lucky One»   | 4:10     |  |
| 2.                | «Silent Partners» | 4:06     |  |

| 12" single |                                  |          |  |
| N.º        | Título                           | Duración |  |
| 1.         | «The Lucky One» (Jack White mix) | 5:04     |  |
| 2.         | «Breaking Out»                   | 3:50     |  |

| 12" single (Europe) |                                  |          |  |
| N.º                 | Título                           | Duración |  |
| 1.                  | «The Lucky One» (Jack White mix) | 5:04     |  |
| 2.                  | «The Lucky One» (John Robie mix) | 5:25     |  |
| 3.                  | «Breaking Out»                   | 3:50     |  |

## Gráficos
| Listas (1984)                         | Mejor posición |
| ------------------------------------- | -------------- |
| Australia (Kent Music Report)         | 48             |
| Europe (European Top 100 Singles)     | 37             |
| Francia (SNEP)                        | 27             |
| Irlanda (IRMA)                        | 29             |
| Netherlands (Tipparade)               | 9              |
| Suiza (Schweizer Hitparade)           | 21             |
| Reino Unido (Official Charts Company) | 56             |
| Estados Unidos (Billboard Hot 100)    | 20             |
| Estados Unidos (Adult Contemporary)   | 13             |
| Estados Unidos (Hot Dance Club Songs) | 10             |
| US Cash Box Top 100 Singles           | 22             |